# واترلو، انتاریو
واترلو (به انگلیسی: Waterloo) شهری است در جنوب استان انتاریو در کشور کانادا. واترلو کوچک‌ترین شهر از شهرهای ناحیه واترلو است و در کنار شهر بزرگ‌تری به نام کیچنر واقع شده که گاه با همدیگر و به‌صورت شهر کیچنر-واترلو نامیده می‌شوند. بر اساس سرشماری سال ۲۰۱۱ شهر واترلو ۹۸٬۷۸۰ نفر جمعیت داشته و از این لحاظ پنجاه و دومین شهر پر جمعیت کانادا محسوب می‌شود.

## تاریخچه
در سال ۱۸۰۶ میلادی ۳۶۳ هکتار از زمینهای واترلو توسط یکی از اهالی پنسیلوانیا به نام آبراهام ارب از یک شرکت آلمانی خریداری شد و در آن کارگاه چوب‌بری و آسیاب آبی احداث کرد. از آنجا که این تنها آسیاب این منطقه بود، کشاورزان از دور و نزدیک برای آرد کردن محصولات کشاورزی خود به این آسیاب می‌آمدند و این عامل کم‌کم باعث رونق تجاری و اجتماعی منطقه شد. ارب با توجه به مکانی در بلژیک که در آن ناپلئون شکست خورد، اسم این منطقه را واترلو انتخاب کرد. به علت عدم علاقه ارب به تقسیم و فروش زمین‌هایش، گسترش واترلو بسیار آرام و کند بود تا پس از گذشت چندین سال و دست به دست شدن‌های فراوان، در ابتدای دهه ۱۸۵۰ میلادی جان هافمن و ایزاک ویور این منطقه را خریده و پس از تفکیک، قطعات آن را در حراج به فروش رساندند. واترلو در سال ۱۸۵۶ به عنوان روستا به ثبت رسید و سپس در سال ۱۸۷۶ شهر و در نهایت در سال ۱۹۴۸ به شهرستان تبدیل شد.

## دولت
واترلو توسط شورای شهر که ۷ نفر عضو به عنوان نماینده هر بخش و یک شهردار اداره می‌شود. شهردار فعلی در اکتبر ۲۰۱۴ انتخاب شده‌است.

## مراکز علمی و فرهنگی
دو دانشگاه در این شهر واقع شده‌است.
- دانشگاه واترلو
- دانشگاه ویلفرد لوریر